# Jour de libération fiscale
Le jour de libération fiscale est le premier jour de l'année à partir duquel les contribuables d'un pays ont accumulé suffisamment d'argent pour pouvoir payer les prélèvements obligatoires dont ils sont débiteurs. C'est une illustration simplifiée du taux moyen d'imposition.

## Historique
Ce concept a été développé par l'homme d'affaires américain Dallas Hostetler en 1948. Il l'a d'ailleurs protégé par copyright. Dallas Hostetler a calculé le jour de libération fiscale (en anglais américain Tax Freedom Day) des États-Unis d'Amérique durant les 2 décennies suivantes. En 1971, Hostetler a transféré le bénéfice de son copyright de son concept à la Tax Foundation, qui le calcule depuis chaque année en ce qui concerne les États-Unis, l'utilisant comme un outil permettant de mettre en relief la proportion du produit national brut utilisée pour financer les programmes du gouvernement.
L'économiste Milton Friedman a mentionné en 1980 dans Free to Choose, « Nous avons proposé ailleurs d'instituer une nouvelle fête nationale, le Jour de l'Indépendance personnelle - le jour de l'année où nous cesserions de travailler pour payer les dépenses du gouvernement et où nous commencerions à payer pour les biens que nous choisissons (individuellement ou à plusieurs) à la lumière de nos besoins et de nos désirs. »
Depuis 1990, la Tax Foundation calcule le jour de libération fiscale pour chaque pays. Cet outil s'est de différentes façons répandu et d'autres organismes, qui se proposent généralement de lutter contre l'accroissement de la pression fiscale des ménages, le déterminent.
Ce concept fait l'objet de critiques, notamment sur la rigueur de la méthodologie utilisée pour le déterminer.

## Par pays
| Pays               | Jours nécessaires pour payer les impôts | Taux d'imposition moyen | Jour de libération fiscale | Dernières données | Source                                          |
| ------------------ | --------------------------------------- | ----------------------- | -------------------------- | ----------------- | ----------------------------------------------- |
| Afrique du Sud     | 112                                     | 31 %                    | 22 avril                   | 2002              | Free Market Foundation                          |
| Allemagne          | 186                                     | 50,9 %                  | 5 juillet                  | 2023              | Institut économique Molinari                    |
| Australie          | 122                                     | 33 %                    | 25 avril                   | 2006              | Centre for Independent Studies                  |
| Autriche           | 196                                     | 53,4 %                  | 15 juillet                 | 2023              | Institut économique Molinari                    |
| Belgique           | 196                                     | 53,5 %                  | 15 juillet                 | 2023              | Institut économique Molinari                    |
| Brésil             | 145                                     | 40 %                    | 25 mai                     | 2006              | Instituto Brasileiro de Planejamento Tributario |
| Canada             | 170                                     | 46,1 %                  | 19 juin                    | 2023              | Institut Fraser                                 |
| Croatie            | 150                                     | 41,0 %                  | 30 mai                     | 2023              | Institut économique Molinari                    |
| Espagne            | 159                                     | 43,4 %                  | 8 juin                     | 2023              | Institut économique Molinari                    |
| États-Unis         | 105                                     | 29,0 %                  | 16 avril                   | 2019              | Tax Foundation (en)                             |
| France             | 198                                     | 54,1 %                  | 17 juillet                 | 2023              | Institut économique Molinari                    |
| Grèce              | 162                                     | 44,1 %                  | 11 juin                    | 2023              | Institut économique Molinari                    |
| Inde               | 74                                      | 20 %                    | 14 mars                    | 2000              | Centre for Civil Society                        |
| Irlande            | 135                                     | 36,8 %                  | 15 mai                     | 2023              | Institut économique Molinari                    |
| Israël             | 206                                     | 56,4 %                  | 26 juillet                 | 2006              | Jerusalem Institute for Market Studies          |
| Italie             | 184                                     | 50,4%                   | 3 juillet                  | 2023              | Institut économique Molinari                    |
| Lituanie           | 149                                     | 40,8 %                  | 29 mai                     | 2023              | Institut économique Molinari                    |
| Pologne            | 157                                     | 43,0 %                  | 6 juin                     | 2023              | Institut économique Molinari                    |
| Royaume-Uni        | 129                                     | 35,2 %                  | 9 mai                      | 2023              | Institut économique Molinari                    |
| Slovaquie          | 173                                     | 47,3 %                  | 22 juin                    | 2023              | Institut économique Molinari                    |
| République tchèque | 159                                     | 43,5 %                  | 8 juin                     | 2023              | Institut économique Molinari                    |

### Canada
En ce qui concerne le Canada, l'Institut Fraser a aussi intégré un « calculateur de jour de libération fiscale personnel » qui estime de façon personnalisée le jour de libération fiscale basée sur des variables additionnelles, comme l'âge ou le sexe du chef de famille, son statut matrimonial et le nombre d'enfants. Cependant, les calculs de l'Institut Fraser ont fait l'objet d'une controverse. Par exemple, une étude en 2002 par le professeur Neil Brooks de l'Osgoode Hall Law School désapprouve l'analyse de l'institut canadien, qui aurait des failles, notamment l'exclusion de plusieurs formes de revenus des particuliers et en rendant supérieure les taux d'imposition. Finalement, le jour de libération fiscale aurait été retardé de presque deux mois.

### France
En France, le jour de libération fiscale a été introduit par l'association libérale Contribuables associés. Selon cette association, cette date correspond au jour « à partir duquel les Français cessent de travailler uniquement pour financer les dépenses de la sphère publique et commencent enfin à profiter du fruit de leurs efforts ». Pour aboutir à ce résultat l'association se base sur les chiffres de l'OCDE de l'importance de la dépense publique dans le PIB. C'est donc un indicateur du niveau de dépenses publiques plutôt que du niveau de prélèvements obligatoires.
Selon l'Institut économique Molinari et le cabinet d'audit et de conseil Ernst & Young (EY), le jour de la libération fiscale en France tombe le 17 juillet, soit la date la plus tardive dans l'Union européenne,,.

### Suisse
Selon l'administration fédérale des contributions, le jour de libération fiscale est calculé en divisant par 365 l'ensemble des impôts directs des personnes physiques. Les impôts sont déterminés à partir de la statistique 2011.
Selon Avenir Suisse, pour l'année 2015 il se situerait au 2 juillet et au commencement des années 1990 il se serait situé au début avril.

### Union européenne
L'Institut économique Molinari publie chaque année depuis 2010 un jour construit sur des bases différentes dans chaque pays d'Europe. Le calcul intègre les cotisations sociales, l’impôt sur le revenu et la TVA pour un salarié moyen célibataire de chacun des pays de l’Union européenne. Il mesure le jour à partir duquel les salariés moyens sont libres d’utiliser, comme ils veulent, leur salaire net de charges et d’impôts.

## Mesure de liberté économique face aux pouvoirs publics
Le jour de libération fiscale est un élément de comparaison objectif et simple du poids fiscal sur les ménages et vise par là-même à mesurer le niveau de liberté des individus par rapport aux pouvoirs publics. Dans sa conception, il pose comme axiome que les dépenses publiques sont par nature non-librement consenties alors que les dépenses privées, dans un état libéral, le sont. Cependant, même dans cette optique, la mesure souffre de différents problèmes :
- Les dépenses contraintes ordonnées par la loi, mais effectuées auprès d'organismes privés dans le cadre d'un marché libéral ne sont pas prises en compte. Elles ne peuvent pourtant être qualifiées de librement consenties. On pourra citer par exemple : Le Contrôle technique des véhicules automobiles en France, l'assurance maladie obligatoire en Suisse LAMal, etc.
- Les transferts monétaires (allocations familiales, allocations chômages, etc.) ne sont pas non plus pris en compte. Ils constituent certes une redistribution non consentie, mais la dépense est ensuite effectuée de manière librement consentie par l'individu receveur et ne constitue donc pas pleinement une dépense publique d'un point de vue libéral. Par exemple, en France, en 2003, le quintile le plus pauvre de la population a vu son revenu disponible passer de 7 510 euros à 10 080 euros après transferts sociaux monétaires et paiements des taxes et des impôts[20].

## Critiques et limites

### Opinion des économistes
Selon le Prix Nobel d'économie Milton Friedman, le jour de la libération fiscale devrait être célébré au même titre que le jour de la fête nationale. D'autres économistes, comme Pierre Rondeau, spécialiste en économie du sport et enseignant à la Sports Management School[Quoi ?], considère que le jour de libération fiscale est un concept réducteur.

### Comparaisons internationales
La mesure ne tient aucun compte du niveau de services publics fournis par les pouvoirs publics avec le produit des impôts. Par exemple, aux États-Unis, la puissance publique ne prend pas en charge les retraites, et ne prélève donc pas de cotisations pour les caisses de retraites. La dépense publique de retraites est donc substituée à des dépenses privées.
Aussi, si le jour de libération fiscale diffère entre les pays, la mesure ne dit rien de la structure de l'imposition. Certains pays taxent plus le travail que le capital ou vice versa ; certains font porter un poids plus élevé sur les entreprises que sur les individus, etc.

### Imprécision de l'outil
Le jour de libération fiscal est critiqué par certains économistes du fait de son imprécision. En effet, le jour de libération fiscale arrive plus tôt ou plus tard selon les revenus du ménage. Un individu payé dix fois le SMIC voit son jour de libération fiscale arriver plus tard que celui qui ne touche qu'un SMIC, car le taux d'imposition est proportionnel aux revenus.

### Comparaison coût/bénéfices
La mesure ne prend pas en compte l'efficience du service rendu. Si la puissance publique ne prenait pas en charge ces services avec le fruit de l'impôt, l'individu devrait demander à des prestataires privés, qui, eux, exigeraient une marge pour leur entreprise. Ainsi, l'INSEE montre dans une étude qu'après transferts sociaux en nature et monétaires, le revenu disponible brut ajusté (RDBA) est majoré pour les 3 premiers quintiles, stables pour le quintile 4 et minoré pour le quintile 5 uniquement. Cela signifie qu'une baisse des prélèvements constituerait de facto une augmentation du poids des dépenses contraintes pour au moins 60 % de la population.